# Aleksandr Shevchenko
Aleksandr Shevchenko (transliterado al inglés como Alexander Shevchenko; Rostov del Don, 29 de noviembre de 2000) es un tenista profesional ruso, nacionalizado kazajo.

## Carrera profesional
Su mejor ranking en individuales fue la posición n.º 84 el 22 de mayo de 2023. En dobles fue el n.º 406, logrado el 20 de febrero de 2023.

### 2022: Primer título Challenger, debut en el ATP Tour y en el top 150
Ocupando el puesto no. 234 y alcanzó los cuartos de final consecutivos en el Challenger de Poznań 2022 en junio. Luego ganó su primer Challenger en el Abierto de Bratislava de 2022 .
Ubicado en la posición N° 234 del ranking, alcanzó de forma consecutiva los cuartos de final en el Challenger de Poznań 2022, celebrado en junio. Posteriormente, conquistó su primer título en el circuito Challenger al consagrarse campeón del Challenger de Bratislava 2022 tras derrotar al italiano Riccardo Bonadio por marcador de 6-3, 7-5.
Shevchenko hizo su debut en el circuito ATP en el Generali Open Kitzbühel 2022 como 'lucky loser', donde fue derrotado por Dominic Thiem. Posteriormente, se clasificó al cuadro principal del ATP 500 Astana Open 2022. El 26 de septiembre de ese mismo año, logró ingresar por primera vez al Top 150 del ranking mundial.

### 2023-2024: Debut en torneos Major y Masters, primera final del ATP Tour y victoria contra top 10
En febrero, se clasificó para el ATP 500 de Dubái como lucky loser. Como resultado, alcanzó un nuevo récord personal en el puesto n.º 113 el 6 de febrero de 2023. En marzo, alcanzó su segunda final Challenger de la temporada como clasificado en Phoenix , Arizona, derrotando a Gaël Monfils , al sexto cabeza de serie Marc-Andrea Hüsler , al primer cabeza de serie Matteo Berrettini y a Quentin Halys  antes de perder contra Nuno Borges en la final.  Como resultado, alcanzó un nuevo récord personal, a una posición del top 100 el 20 de marzo de 2023. Tras otra final y un título en el Challenger de Madrid, alcanzó el top 100 en el puesto n.º 98 el 17 de abril de 2023. 
En febrero de 2023, Shevchenko se clasificó para el cuadro principal del ATP 500 de Dubái como lucky loser, lo que le permitió sumar puntos en el ranking y alcanzar un nuevo mejor puesto personal: el número 113 del mundo, el 6 de febrero.

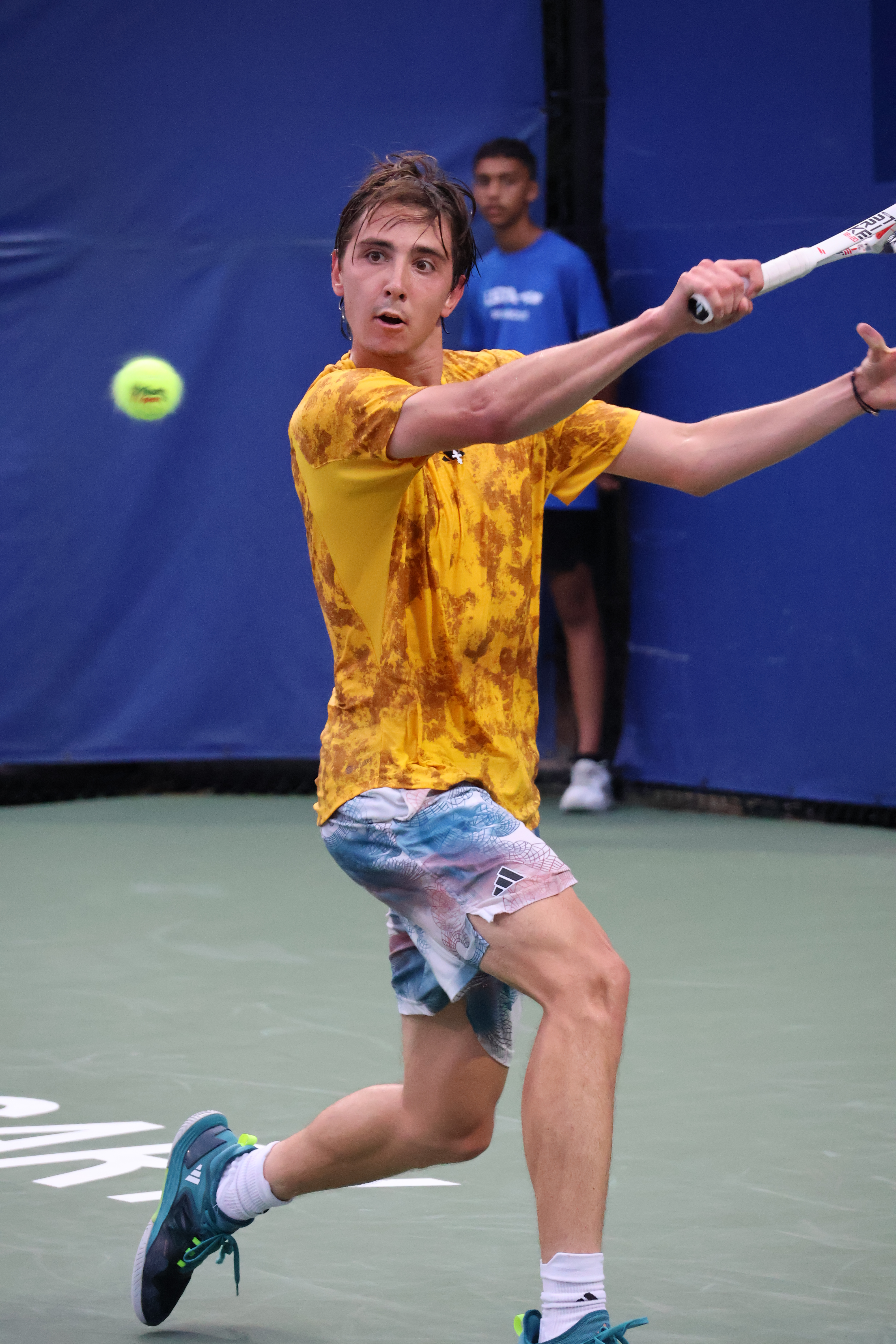
Shevchenko durante el Challenger Cary 2023.

Un mes más tarde, protagonizó una destacada actuación en el Challenger de Phoenix, donde alcanzó su segunda final de la temporada. En su camino al partido decisivo, superó a varios rivales de renombre: Gaël Monfils, el sexto cabeza de serie Marc-Andrea Hüsler, el máximo favorito Matteo Berrettini y Quentin Halys. Finalmente, fue derrotado en la final por el portugués Nuno Borges (4–6, 6–2, 6–1). Esta notable campaña lo llevó a escalar nuevamente en el ranking, situándose a tan solo una posición del Top 100 el 20 de marzo de 2023. Poco después, tras disputar una nueva final y consagrarse campeón en el Challenger de Madrid, Shevchenko logró uno de los hitos más importantes de su carrera al ingresar por primera vez al Top 100 del ranking ATP, alcanzando el puesto N.º 98 el 17 de abril de 2023.
Con el ranking N.º 96, Shevchenko se clasificó para su primer torneo de la categoría Masters 1000 en el Mutua Madrid Open, donde debutó con una victoria ante J.J. Wolf en la primera ronda. En la siguiente instancia, sorprendió al vencer al 31.º cabeza de serie Jiří Lehečka, lo que le permitió avanzar por primera vez en su carrera a la tercera ronda de un Masters 1000. Allí se enfrentó al segundo preclasificado y compatriota Daniil Medvedev, ante quien cayó tras un competitivo encuentro, quien logró remontar el partido con parciales de 4-6, 6-1, 7-5.
Poco después, hizo su debut en otro Masters 1000, el Masters de Roma, ingresando al cuadro principal como lucky loser, tras la retirada de último momento del 29.º cabeza de serie Tallon Griekspoor, lo que le permitió avanzar directamente a la segunda ronda. En esa instancia, logró una sólida victoria frente al argentino Sebastián Báez, consolidando su presencia en el circuito de élite. En la tercera ronda, fue eliminado por el local Jannik Sinner con parciales de 6-3, 6-7(4), 6-2.
En mayo de 2023, Shevchenko hizo su debut en un torneo de Grand Slam al disputar el Torneo de Roland Garros 2023, donde consiguió su primera victoria en un major al superar al alemán Oscar Otte en la primera ronda. Posteriormente, continuó su presencia en los torneos más prestigiosos del circuito al debutar en Wimbledon. Más adelante, participó también en el Masters 1000 de Cincinnati, donde ingresó al cuadro principal como jugador clasificado, y cerró su calendario de Grand Slams del año con su estreno en el Abierto de Estados Unidos.

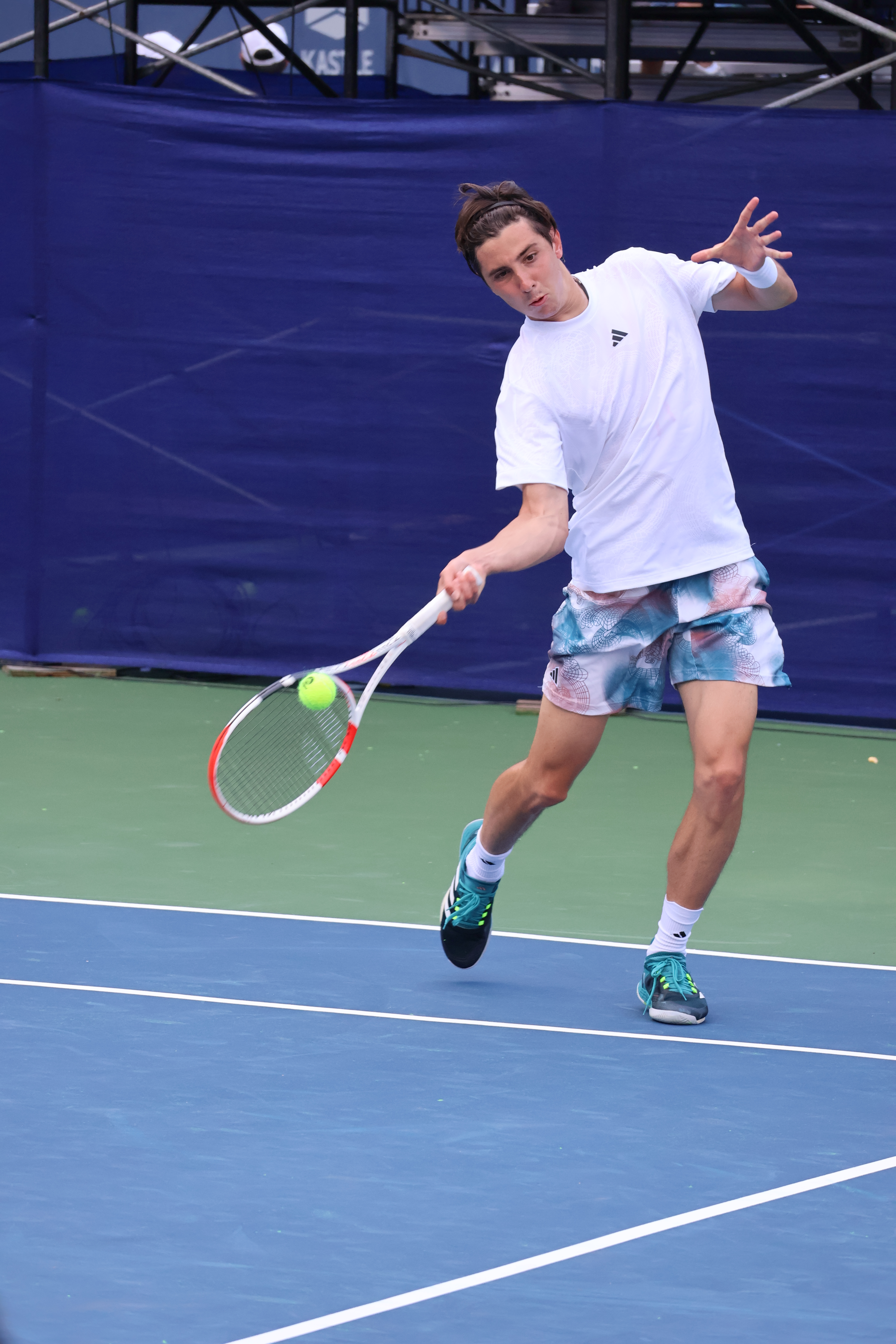
Shevchenko durante el Torneo de Washington 2023.

En el tramo final de la temporada 2023, Shevchenko recibió una invitación para disputar el Torneo de Astana, donde debutó con una sólida victoria en sets corridos frente a Botic van de Zandschulp. Sin embargo, fue eliminado en la siguiente ronda por Hamad Medjedovic, quien posteriormente alcanzaría las semifinales del torneo.
Su actuación más destacada del año llegaría en el Torneo de Basilea 2023, donde logró avanzar a los cuartos de final como jugador proveniente de la clasificación. En su camino, protagonizó una de las mayores sorpresas del torneo al vencer al ídolo local Stan Wawrinka, y luego al quinto cabeza de serie y Top 10 del ranking, Taylor Fritz, en un maratónico partido que se extendió por casi tres horas, siendo su primera victoria sobre un jugador dentro del top-10. En ese encuentro, Shevchenko salvó 15 puntos de quiebre y dos puntos de partido, imponiéndose en tres desempates consecutivos para sellar la que sería la mayor victoria de su carrera hasta ese momento. En cuartos de final, cayó ante el campeón defensor Félix Auger-Aliassime en tres sets muy parejos, con dos tie-break.
Gracias a este rendimiento, el 30 de octubre de 2023 ascendió 20 posiciones en el ranking ATP, alcanzando por primera vez el Top 65.
En el torneo indoor de Metz, Shevchenko mantuvo su buen momento y alcanzó su primera semifinal ATP. Allí volvió a dar la sorpresa al vencer al número 3 del cuadro, su compatriota y Top 15 del mundo Karen Khachanov, logrando así su segunda victoria ante un Top 20 en la temporada. Luego, derrotó al francés Pierre-Hugues Herbert, accediendo a su primera final en el circuito ATP.Con tan solo 22 años, se convirtió en el finalista más joven del torneo desde Lucas Pouille en 2016. Finalmente, fue superado en la final por el local Ugo Humbert, cerrando una destacada campaña que le permitió ingresar por primera vez al Top 50 del ranking mundial.

### 2025: Semifinales en la United Cup
Shevchenko comenzó su temporada 2025 representando a Kazajistán en la United Cup, torneo mixto por equipos que abre el calendario del circuito. En su debut, fue superado con claridad por el español Pablo Carreño Busta, cayendo en dos sets por 2-6, 1-6. Sin embargo, logró recuperarse en su segundo compromiso al firmar una destacada victoria frente al griego Stefanos Tsitsipas, imponiéndose por 2-0, con un sólido rendimiento y un tiebreak decisivo en el segundo set. En su tercer partido, enfrentó al alemán Daniel Masur, quien reemplazó a Alexander Zverev por lesión. Shevchenko aprovechó la oportunidad y consiguió un nuevo triunfo, permitiendo así que Kazajistán avanzara a las semifinales del torneo. Allí se midió con el polaco Hubert Hurkacz, ante quien fue derrotado en sets corridos, cerrando una participación positiva a nivel colectivo y mostrando un buen nivel de forma en el arranque de la temporada.
Inicio de temporada a nivel Atp con su participación en el Abierto de Australia, n su debut en el cuadro principal, se enfrentó al español Carlos Alcaraz, número 3 del mundo en ese momento, cayendo derrotado en set corridos 1-6, 5-7, 1-6.Tras su breve paso el Abierto de Australia, Shevchenko participó en el ATP 500 de Río de Janeiro, donde logró una sólida victoria en primera ronda ante el brasileño Felipe Meligeni Alves con parciales de 6-4, 6-2. Sin embargo, en segunda ronda se enfrentó al maximo favorito el alemán Alexander Zverev, quien logró remontar un marcador adverso en ambos sets, ganando 7-6(1), 7-6(6) en una batalla de dos horas y 28 minutos.
Posteriormente, Shevchenko participó en el ATP 250 de Bucarest, donde fue derrotado en primera ronda por el serbio Filip Misolic en dos sets. Debido a una caída en su ranking, Shevchenko se vio en la necesidad de disputar varios torneos Challenger y fases de clasificación para recuperar puntos. En el ATP 500 de Múnich, ingresó como lucky loser al cuadro principal, logrando una victoria en primera ronda contra el italiano Flavio Cobolli en tres sets. Sin embargo, fue eliminado en segunda ronda por el argentino Francisco Cerúndolo en sets corridos. En el Masters 1000 de Roma, Shevchenko superó la clasificación, pero fue derrotado en primera ronda por el neerlandés Jesper de Jong.
Uno de los puntos altos de la temporada para Shevchenko fue su participación en el Challenger de Burdeos, donde alcanzó los cuartos de final. En su camino, venció en sets corridos a los franceses Hugo Grenier y Calvin Hemery, mostrando un nivel de juego sólido y consistente. Sin embargo, en cuartos de final, fue derrotado por el francés Mpetshi Perricard en dos sets.
Gracias a su ranking, Shevchenko ingresó al cuadro principal de Roland Garros como lucky loser. En primera ronda, logró una victoria en sets corridos contra el serbio Dušan Lajović, avanzando a la segunda ronda. Sin embargo, fue eliminado por el estadounidense Ethan Quinn en sets corridos.
En el Challenger de Bratislava, Shevchenko tuvo una destacada actuación, alcanzando las semifinales. En su camino, derrotó en sets corridos a Christoph Negritu, Jan Choinski y Federico Cina, mostrando un tenis agresivo y efectivo. En semifinales, se enfrentó al francés Valentin Royer, quien se impuso en tres set. 

## Títulos ATP (0; 0+0)

### Individual (0)
| Leyenda                         |
| Grand Slam (0)                  |
| ATP Wourld Tour Finals (0)      |
| ATP World Tour Masters 1000 (0) |
| ATP World Tour 500 (0)          |
| ATP World Tour 250 (0)          |

#### Finalista (1)
| N.º | Fecha                   | Torneo | Superficie | Oponente en la final | Resultado |
| --- | ----------------------- | ------ | ---------- | -------------------- | --------- |
| 1.  | 11 de noviembre de 2023 | Metz   | Dura (i)   | Ugo Humbert          | 3-6, 3-6  |

## Títulos ATP Challenger (3; 3+0)

### Individuales (3)
| N.° | Fecha               | Torneo                   | Superficie    | Oponente en la final | Resultado |
| --- | ------------------- | ------------------------ | ------------- | -------------------- | --------- |
| 1.  | 12 de junio de 2022 | Challenger de Bratislava | Tierra batida | Riccardo Bonadio     | 6-3, 7-5  |
| 2.  | 22 de enero de 2023 | Challenger de Tenerife   | Dura          | Sebastian Ofner      | 7-5, 6-2  |
| 3.  | 16 de abril de 2023 | Challenger de Madrid     | Tierra batida | Pedro Cachín         | 6-4, 6-3  |

#### Finalista (1)
| N.° | Fecha               | Torneo                | Superficie | Oponente en la final | Resultado     |
| --- | ------------------- | --------------------- | ---------- | -------------------- | ------------- |
| 1.  | 19 de marzo de 2023 | Challenger de Phoenix | Dura       | Nuno Borges          | 6-4, 2-6, 1-6 |

## Vida personal
Desde finales de 2022 inicia una relación con la también jugadora rusa Anastasia Potapova; el 24 de septiembre de 2023 anunciaron su compromiso matrimonial. Se casaron a finales del 2023 y su matrimonio duró un año.